# Torneo Supercup 1997
Il Torneo Supercup 1997 si è svolto nel 1997, nella città di Berlino.

## Squadre partecipanti
1. Germania
2. Italia
3. Turchia
4. Jugoslavia

## Classifica
| Pos. | Team       |
| ---- | ---------- |
| 1    | Italia     |
| 2    | Jugoslavia |
| 3    | Germania   |
| 4    | Turchia    |